# カディオ・ホトキェヴィチカップリング
カディオ・ホトキェヴィチカップリング（英語: Cadiot–Chodkiewicz coupling）は、アミン塩基と臭化銅(I)のような銅(I)塩を触媒として、末端アルキンとハロゲン化アルキンとをカップリングさせる化学反応である。この反応によってジアルキン (ジイン)が得られる。
この反応では、銅(I)アセチリドの形成に次いでアセチレンプロトンの塩基による脱プロトンが起こる。銅を中心とした酸化的付加と還元的脱離により、新しい炭素-炭素結合が生成する。
ほかにパラジウムを触媒とする手法も知られる。また、アルキニル基を持つ有機金属化合物を基質とするカップリング反応も報告されている。